# Insula (zgrada)
U rimskoj arhitekturi, riječ insula (latinski za "otok", množina insulae) mogla je značiti ili vrstu stambene zgrade ili gradski blok. Ovaj članak bavi se stambenom zgradom.
Insulae su bile dom većine urbanog stanovništva starog Rima koje se kretalo od 800 000 do 1 milijuna stanovnika u ranom carskom razdoblju. Stanovnici insula uključivali su obične ljude niže ili srednje klase (plebejci) i sve osim onih najbogatijih iz više srednje klase (ekviti).
Tradicionalna elita i vrlo bogati živjeli su u domusu, velikoj rezidenciji za jednu obitelj, ali su dvije vrste stanovanja bile isprepletene u gradu, a ne odvojene u zasebne četvrti. Prizemlje insule služilo je za taberne, dućane i poslovne prostore, a iznad njih su bili stambeni prostori. Poput modernih stambenih zgrada, insula može imati ime koje se obično odnosi na vlasnika zgrade. Vlasnici ovih zgrada bili su tipično bogati Rimljani, pa čak i oni u Senatu. Također je bilo moguće da insula bude u vlasništvu nekoliko ljudi, kao što je Ciceron, koji je posjedovao jednu osminu udjela insule i vjerojatno uzimao jednu osminu njezinog prihoda. Stanovnici insule plaćali su najamninu kako bi osigurali svoj smještaj.

## Izgradnja
Strabon primjećuje da su insule, poput domusa, imale tekuću vodu i kanalizaciju, ali je ova vrsta kućišta ponekad građena uz minimalne troškove u spekulativne svrhe, što je rezultiralo insulama loše konstrukcije. Izgrađeni su od drveta, cigle, a kasnije i rimskog betona, i bili su skloni vatri i urušavanju, kako je to opisao Juvenal, rimski satiričar. Među svojim brojnim poslovnim interesima, Marcus Licinius Crassus špekulirao je nekretninama i posjedovao je brojne insule u gradu. Kad se jedna zgrada srušila zbog loše gradnje, Ciceron je navodno izjavio da je sretan što može naplaćivati veće najamnine za novu zgradu od one srušene. Stambeni prostori obično su bili najmanji na najvišim katovima zgrade, dok su najveći i najskuplji stanovi bili smješteni na donjim katovima.
Insulae su mogle biti izgrađene do devet katova, prije nego što je August uveo ograničenje visine od oko 20 metara. Kasnije je to dodatno smanjeno, na oko 18 metara. Značajno velika Insula Felicles ili Felicula nalazila se blizu Circus Flaminiusa u Regio IX; ranokršćanski pisac Tertulijan osuđuje  višekatnice uspoređujući Feliklove s visokim domovima bogova. Pretpostavlja se da bi tipična insula primila više od 40 ljudi u samo 330 m2   međutim, cijela zgrada može se sastojati od šest do sedam stanova, od kojih svaki pokriva oko 90-100 m2 površine. Jedina preživjela insula u Rimu je peterokatni Insula dell'Ara Coeli iz 2. stoljeća nove ere, koji se nalazi u podnožju Kapitola.
Zbog sigurnosnih problema i dodatnih stepenica, najviši katovi insulae bili su najmanje poželjni, a time i najjeftiniji za iznajmljivanje.
Ostali primjeri izvan Rima su insule u Ostia Antica. Oni pružaju uvid u to kakva je insula mogla biti tijekom drugog i trećeg stoljeća nove ere. Ove posebne strukture u Ostiji također su jedinstvene po tome što pokazuju dokaze luksuznih insula. Zbog rijetkosti dokaza danas je neizvjesno koliko su ove luksuzne insule bile uobičajene.Tlocrt nam omogućuje da odredimo što čini jednu od tih luksuznih insulae. Prvo, postoji pravokutni stambeni prostor koji se naziva medianum iz kojeg se može pristupiti svim ostalim sobama. Ove pridružene sobe za primanje bile su različite veličine na oba kraja i obično su bile dodatno podijeljene u dvije odvojene sobe, ali ponekad je svaka ostajala u komadu. Veliki ostakljeni prozori dopuštali su svjetlost u ove prostorije. Ti bi prozori često gledali na vrt, dvorište ili ulicu. Na susjednim stranama medijanuma bili su Kubikuli, obično dva. Veće insule u Ostiji sugeriraju da su gornji katovi mogli imati kuhinje, zahode, pa čak i vodovod. Daljnje luksuzne značajke viđene u Ostiji uključuju raskošne pilastre ili stupove koji ukrašavaju vanjska vrata do stubišta koja vode do stanova. Ukrasi upućuju na to da su te posebne insule vjerojatno bile dom bogatih pojedinaca koji su ondje živjeli dugo vremena.
Jednostavni dvosobni do četverosobni stanovi također se nalaze u Ostiji za niže slojeve koji žive na insuli. Kao što se vidi u Casa Di Diana, prizemlje sadrži uski hodnik s nekoliko slabo osvijetljenih ćelija koje vode do onoga za što se vjeruje da je zajednički dnevni boravak. Ovaj tip insule također se može naći na Kapitolskom brežuljku u Rimu, što može sugerirati da je ovaj određeni dizajn mogao biti uobičajeno rješenje za veliku potražnju za stambenim objektima u to vrijeme. Čini se da su zahod i cisterna za pitku vodu također zajednički. Ovu vrstu zajedničkog smještaja namijenjenu nižim slojevima vjerojatno su iznajmljivali i stanovnici na kraće vrijeme, a također je služio i kao gostionica za radnike na kratkom stažu ili putujuće radnike. Međutim, ovo je samo nagađanje jer nema izravnih dokaza koji bi potkrijepili jesu li ih dijelili niti koliko ih je nastanjivalo prostor u određeno vrijeme.

## Regulacija i administracija
August je pokrenuo reforme s ciljem povećanja sigurnosti zgrada u gradu Rimu. Zbog opasnosti od požara i urušavanja, visinu inzula je ograničio August na 70 rimskih stopa zvanih pes (20,7 m), a opet na neodređeni iznos cara Neron nakon Velikog požara u Rimu 64. godine. Car Trajan smanjio je visinu na 60 rimskih stopa (17,75 m). Prema regionalnim katalozima iz 4. stoljeća, u gradu je bilo oko 42 000 – 46 000 insula, u usporedbi s oko 1 790 domusa u kasnom 3. stoljeću. Za klasičnu demografiju koriste se podaci o broju insulae i manjim dijelom domusa. Smatra se da je stanovništvo grada u kasnom 3. stoljeću fluktuiralo između 700 000 i 800 000, što je pad od više od 1 milijuna, također na temelju podataka o količini žitarica potrebnoj za prehranu stanovništva u Rimu i okolnim područjima.

## Vanjske poveznice
|  | Zajednički poslužitelj ima još gradiva o temi Kuće antičkog Rima |

|  | Zajednički poslužitelj ima još gradiva o temi Insula Ara Coeli |

- Photo of Insulae in Ostia
- Model of another insula in Ostia
- Insula 9, an excavation of a Pompeii insula
- Roman apartment building